# باتريسيو غونزاليس
باتريسيو غونزاليس (بالإسبانية: Patricio González)‏ (20 ديسمبر 1979 ببوينس آيرس في الأرجنتين - ) هو لاعب كرة قدم أرجنتيني في مركز الوسط. لعب مع أرسنال ساراندي وبرشلونة جواياكويل وبيرسخوت إيه سي وديفنسا خوستيكا وفيرو كاريل أويستي ونادي لانوس وClub Atlético Temperley ‏ ونادي أتليتكو للبنين ‏.

## وصلات خارجية
- باتريسيو غونزاليس على موقع إي إس بي إن إف سي (الإنجليزية)
- باتريسيو غونزاليس على موقع Soccerway.com (الإنجليزية)